# 8232 Akiramizuno
8232 Akiramizuno este un asteroid din centura principală de asteroizi.

## Descriere
8232 Akiramizuno este un asteroid din centura principală de asteroizi. A fost descoperit pe 26 octombrie 1997 la Ōizumi de Takao Kobayashi. El prezintă o orbită caracterizată de o semiaxă mare de 2,41 ua, o excentricitate de 0,15 și o înclinație de 2,9° în raport cu ecliptica.